# 癸辛雜識
《癸辛雜識》 是周密的筆記，凡六卷。
宋亡後，周密寓居癸辛街，著書以寄憤，故稱《癸辛雜識》。全書分《前集》一卷、《後集》一卷、《續集》二卷、《別集》二卷，凡四百八十一條，多记载宋元之际的琐事，如“襄阳始末”，史料价值甚高。《癸辛雜識》又記一些生活經驗，例如作者觀察狗，寫著：“狗最畏寒，凡臥必以尾掩其鼻，方能熟睡。或欲其夜警，则剪其尾，鼻寒无所蔽，则终夕警吠。”
《癸辛雜識》僅以抄本行世，商維睿曾刻入《稗海》，毛晉再以完帙抄本刻入《津逮秘書》。1988年1月中华书局出版吴企明点校本。